# 逍遙法外 (第二季)
《逍遙法外》第二季（How to Get Away with Murder Season 2）於2015年9月24日在ABC首播。
本季於2015年5月7日獲ABC正式續訂。由於為配合薇拉·戴維絲的檔期，因此本劇每季將僅有15集或16集。2016年3月3日，ABC宣布續訂第3季。
本季同樣獲得廣泛的好評，女主角薇拉·戴維絲更連續2屆獲得美國演員工會獎最佳劇情類影集女演員獎的殊榮。

## 故事
講述圍繞在擁有高知名度的律師，同時兼任米爾頓大學法律系教授的安娜莉絲·基汀，及其五位學生衛斯·吉賓斯、康納·沃許、米凱拉·普萊特、亞瑟·麥爾史東與蘿瑞爾·卡斯提洛和助手法蘭克·迪爾菲諾與邦妮·溫特巴頓之間的法律戰與凶殺案。第二季主軸在於安娜莉絲團隊和哈普斯塔爾夫婦死亡事件之間的牽扯，以及安娜莉絲與衛斯母親未知的過往。

## 卡司
| - 薇拉·戴維絲 飾演 安娜莉絲·基汀教授 - 比利·布朗 飾演 奈特·黎西 - 阿爾弗雷德·伊諾奇 飾演 衛斯·吉賓斯／克里斯托夫 - 傑克·法洛希 飾演 康納·沃許 - 雅佳·娜歐蜜·金 飾演 米凱拉·普萊特 - 馬特·麥高瑞 飾演 亞瑟·麥爾史東 - 凱拉·蘇薩 飾演 蘿瑞爾·卡斯提洛 - 查理·韋伯 飾演 法蘭克·迪爾菲諾 - 麗莎·薇爾 飾演 邦妮·溫特巴頓 | - 凱媞·范德雷 飾演 蕾貝卡·蘇特 - 雪莉·莎姆 飾演 譚雅·藍道夫 - 愛紐卡·阿奇默 飾演 妮亞·黎西 - 愛麗珊德拉·比爾斯 飾演 吉兒·哈福特 - 克莉絲汀·蘿絲 飾演 溫諾娜·桑斯貝瑞 - 派翠西亞·貝兒雪 飾演 寇琳·史提法諾 - 威爾遜·貝索爾 飾演 查爾斯·馬霍尼 - 蘿克珊·哈特 飾演 席爾維亞·馬霍尼 - 羅傑·羅賓森 飾演 麥克·哈克尼斯 - 關多琳·慕郎巴 飾演 瑟蕾絲汀 |

### 常設角色
- 西西莉·泰森 飾演 歐菲莉亞·哈克尼斯
- 芳姬·詹森 飾演 伊芙·羅斯洛
- 湯姆·維里卡 飾演 山姆·基汀
- 亞當·阿金（英语：Adam Arkin） 飾演 華萊士·馬霍尼
- 莎拉·伯恩斯（英语：Sarah Burns） 飾演 艾蜜莉·辛克萊爾
- 康拉德·里卡摩拉 飾演 奧利佛·漢普頓
- 貝尼托·馬丁尼茲（英语：Benito Martinez） 飾演 陶德·丹佛
- 約翰·波西（英语：John Posey (actor)） 飾演 威廉·麥爾史東
- 瓊恩·麥可墨翠 飾演 海倫娜·哈普斯塔爾
- 奧田艾咪（英语：Amy Okuda） 飾演 凱瑟琳·哈普斯塔爾
- 肯德瑞克·山姆普森（英语：Kendrick Sampson） 飾演 凱勒布·哈普斯塔爾
- 馬特·科恩 飾演 李維
- 傑弗森·懷特 飾演 菲利浦·傑瑟普
- 艾蜜莉·史瓦洛（英语：Emily Swallow）
- 凱兒喜·史考特 飾演 蘿絲·艾德蒙
- 艾莉珊卓·梅茲 飾演 希拉·格林李
- 埃薩克·萊恩·布朗 飾演 克里斯托夫

## 製作

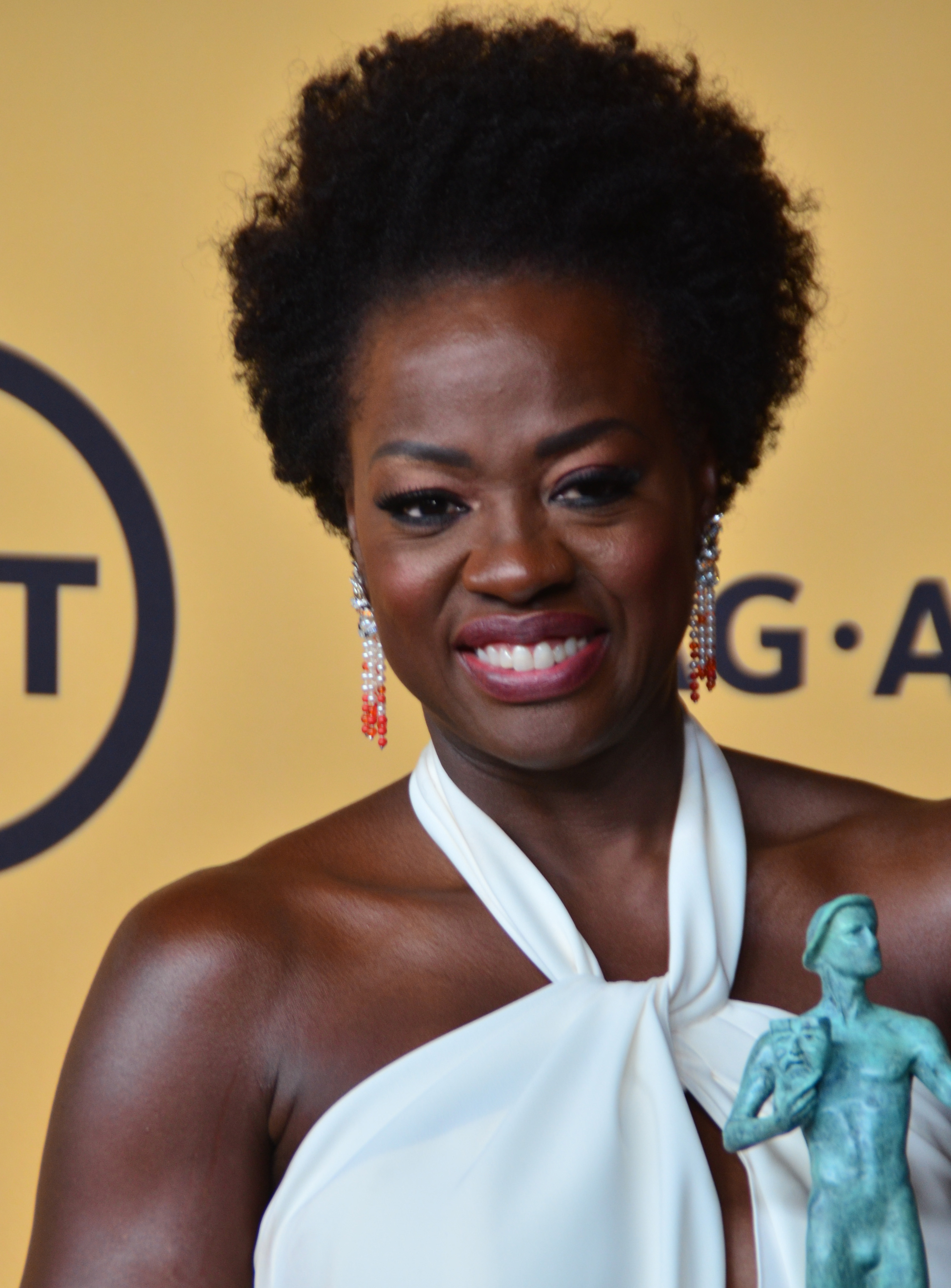
薇拉·戴維絲飾演女主角安娜莉絲·基汀

2015年5月7日，ABC正式宣布續訂第二季。由於第一季的播出及評價非常成功，因此早於第一季季終時經薇拉·戴維絲確定獲得第二季續訂，是ABC在2014年－2015年電視季度中第一個確定續訂之影集。第二季如第一季，同樣將有15集。本季在秋季檔期中，將播出9集，剩下的6集將在《致命誘惑》季終後播出。
珊達·萊梅斯在Twitter上宣布第二季製作正式於2015年5月21日展開，而主創彼得·諾沃克亦如火如荼的展開第二季的製作與創作。2015年7月14日，第二季第一集標題正式公布。2015年7月23日，娛樂周刊報導殺害蕾貝卡的兇手將在第二季首集揭曉。 2015年8月18日，官方正式發布了第二季宣傳海報，9月10日釋出了第二季首波預告。
2015年11月16日，ABC發布了剩餘的秋季節目表，並公布本季在秋季檔期將會有9集。2015年11月19日，本劇與ABC“TGIT”系列其他兩部作品《實習醫生》和《醜聞》共同播出季中完結。在ABC電視電影《麥道夫》播畢後，本季下半季正式於2016年2月11日以“TGIT”系列作品回歸。本季於2016年3月17日季終，隨後將由《謊情》接檔。2016年3月3日，ABC宣布續訂第3季。

### 選角

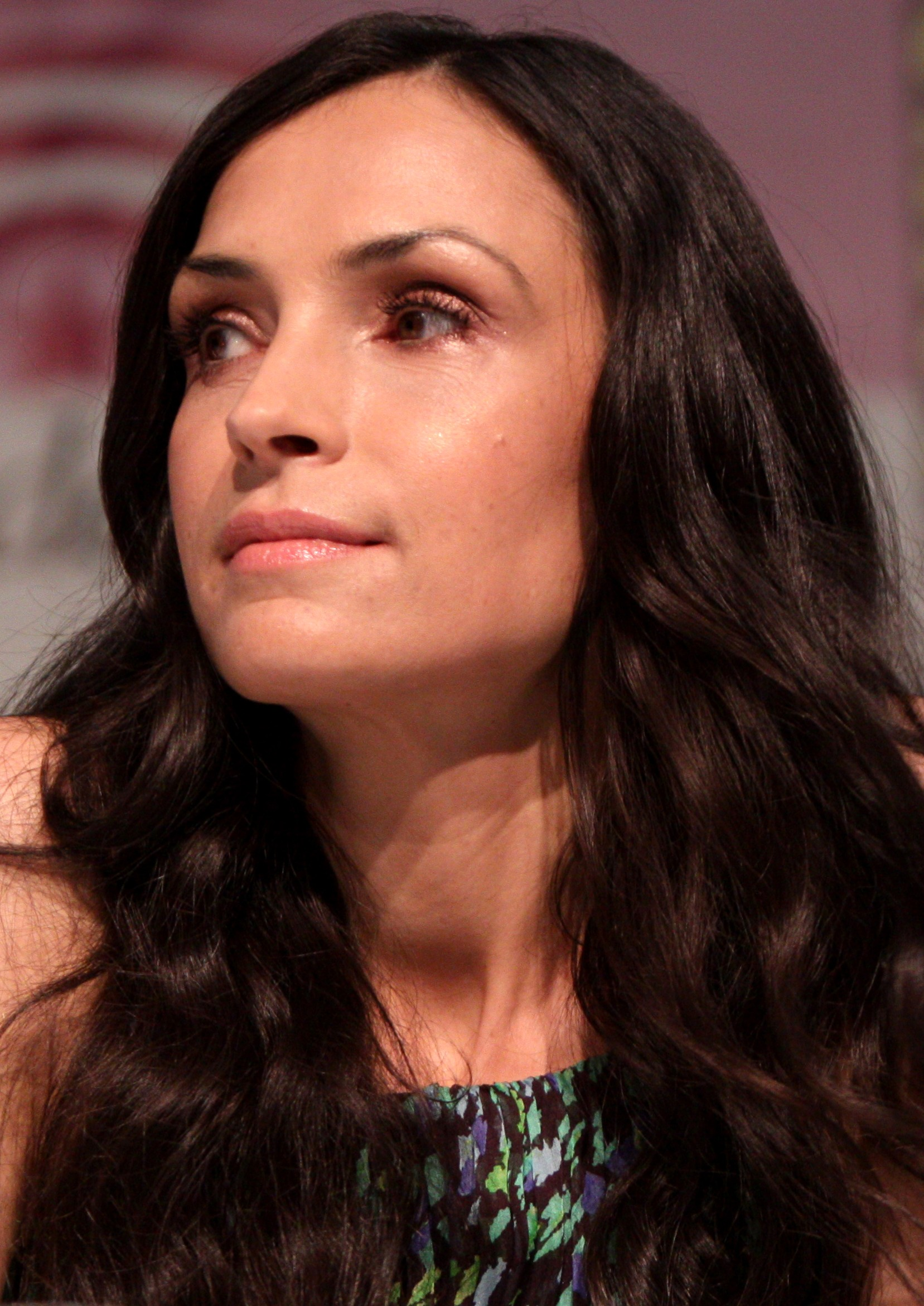
芳姬·詹森飾演伊芙·羅斯洛律師

第二季將有9位主演回歸。薇拉·戴維絲飾演著名律師兼米爾頓大學法律系教授的女主角安娜莉絲·基汀。比利·布朗飾演奈特·黎西，是安娜莉絲的婚外情對象。在安娜莉絲事務所工作的共有五位學生－阿爾弗雷德·伊諾奇飾演迷失在法律世界，卻富正義感的衛斯·吉賓斯，在第一季中，衛斯與蕾貝卡相戀，季終卻因蕾貝卡的失蹤而失魂；傑克·法洛希飾演狡猾世故、無情自戀的同性戀學生康納·沃許，其在第一季確定自己不能失去男友奧利佛；雅佳·娜歐蜜·金飾演擁有極高野心，欲像安娜莉絲一般成功的米凱拉·普萊特；馬特·麥高瑞飾演來自法律世家的貴公子亞瑟·麥爾史東，是整個事務所裡唯一未牽涉與了解所有死亡事件的人物；凱拉·蘇薩飾演有著唯心主義的蘿瑞爾·卡斯提洛。查理·韋伯飾演安娜莉絲的員工法蘭克·迪爾菲諾；麗莎·薇爾飾演安娜莉絲的副手邦妮·溫特巴頓。
2015年7月14日，宣布第二季將加入新角色，其中包含哈普斯塔爾家族。凱媞·范德雷則將客串飾演在上一季終被殺害的主要角色蕾貝卡·蘇特。2015年7月22日，演出過《吸血鬼日記》肯德瑞克·山姆普森將加入第二季陣容，並於第二季首播集登場。2015年7月31日，TVLine報導於《X戰警》系列中飾演琴·葛雷的芳姬·詹森將在第二季首集飾演一名著名律師。
2015年8月11日，馬特·科恩宣布將出演第二季並飾演李維一角，其是個性感、前衛的工薪族，他將於第2集登場並總共出演3集左右。2015年8月31日，綜藝雜誌報導奧田艾咪將出演第二季，至於細節則尚未公布。2015年9月30日，雪莉·莎姆宣布將客串本季。2016年1月14日，宣布威爾遜·貝索爾、亞當·阿金與蘿克珊·哈特將加入劇組飾演馬霍尼家族成員。威爾遜·貝索爾將飾演常春藤教育聯盟之子查爾斯·馬霍尼，亞當·阿金與蘿克珊·哈特則分別飾演其父母華萊士與席爾維亞。

## 集數
| 總集數 | 集數 （季） | 標題                                                 | 導演          | 編劇                           | 首播日期       | 美國收視人數 （百萬） |
| --- | ----------- | ---------------------------------------------------- | ------------- | ------------------------------ | -------------- | --------------------- |
| 16 | 1           | 該向前看 It's Time to Move On                        | 比爾·德埃利亞 | 彼得·諾沃克                    | 2015年9月24日  | 8.38                  |
| 衛斯上安娜莉絲的課不僅遲到，還在安娜莉絲向他提問問題時，拒絕回答安娜莉絲。米凱拉還是對於蘿瑞爾將其訂婚戒藏起來一事感到生氣，更差點與蘿瑞爾大打出手。安娜莉絲看著電視上報導著凱勒布與凱瑟琳被控殺害養父母的事件，而安娜莉絲決定說服兩人撤換現在的律師改雇用她。衛斯與康納等人認為此訴訟勝率非常低而提不起勁來，這讓安娜莉絲非常生氣，此時，伊芙出現在安娜莉絲家，這讓米凱拉等人感到驚訝。伊芙想要知道山姆死亡的真相，而安娜莉絲不願開口，同時拜託伊芙一定要替奈特辯護，這讓伊芙非常懷疑安娜莉絲。康納向奧利佛求歡，但奧利佛礙於其性病而拒絕康納，同時康納感覺到奧利佛似乎還是不太信任自己。法蘭克懷疑是衛斯殺害了蕾貝卡，於是一直監視衛斯的舉動，但安娜莉絲非常相信衛斯，但為了以防萬一，安娜莉絲決定測試衛斯。邦妮欲尋求亞瑟的慰藉，而康納與米凱拉等人刻意套亞瑟的話，亞瑟因此不小心讓眾人知道了他與邦妮的關係。之前蕾貝卡用米凱拉的手機傳簡訊給某人，這讓米凱拉很緊張，不知該如何是好，最後，米凱拉決定主動傳簡訊至該門號，好弄清楚真相。安娜莉絲告訴衛斯其將蕾貝卡藏於某飯店，並要法蘭克監視衛斯有何舉動，但顯然的衛斯並未去飯店找蕾貝卡。伊芙來見奈特，想對事件有更深的了解，然而奈特對於伊芙有些提防，認為這也許是安娜莉絲的計畫之一，另外，奈特也說出安娜莉絲陷害自己一事。奈特打電話給安娜莉絲表示伊芙不願替自己辯護，認為這肯定是安娜莉絲的詭計，而安娜莉絲欲說服伊芙，但伊芙很忌諱安娜莉絲陷害奈特一事，並深怕自己也會被安娜莉絲陷害也不想再被安娜莉絲利用。安娜莉絲團隊刻意給了凱勒布與凱瑟琳的辯護團隊錯誤的物證，導致整個訴訟的走向不利於凱勒布與凱瑟琳，而安娜莉絲也因此成為了凱勒布與凱瑟琳的辯護律師。衛斯看出安娜莉絲是刻意測試他，於是表明他給了蕾貝卡機會，但蕾貝卡選擇了逃跑，因此衛斯不會再相信蕾貝卡更不會見她，也因此安娜莉絲確認了衛斯的清白。蘿瑞爾認為逃跑的蕾貝卡未報警一事很有疑點，因此懷疑蕾貝卡已死，這讓法蘭克認定殺害蕾貝卡的兇手即蘿瑞爾。安娜莉絲猜測是邦妮殺害了蕾貝卡，於是來找邦妮談話，而邦妮表示一切的禍端都是蕾貝卡引起的，而為了安娜莉絲與所有人她選擇殺死了蕾貝卡，但安娜莉絲非常不認同邦妮的所為，更認為誤導自己懷疑其他人為兇手的邦妮很可怕，並譴責邦妮不該認為山姆無罪。傷心的安娜莉絲尋求伊芙的慰藉，並說出自己陷害奈特是事實，但她想要保護殺死山姆的人，而伊芙也被安娜萊絲說服，同時兩人也舊情復燃。伊芙成功說服法官成為了奈特的辯護律師，而康納為了以示自己的真心，決定與奧利佛同居。安娜莉絲帶著衛斯等四人來到夜店狂歡，欲讓四人放下過去，此時，米凱拉的手機簡訊傳來新訊息；而指證凱勒布與凱瑟琳的海倫娜·哈普斯塔爾慘遭割喉，邦妮欲聯繫安娜莉絲卻聯繫不上；另一邊，凱勒布剛運動完回到家看見凱瑟琳正在作畫。 過去：邦妮來到地窖，並表示自己不相信蕾貝卡的清白，而邦妮為了讓這一切的落幕，將蕾貝卡封口，在其頭上套上塑膠袋使其窒息而死。後來法蘭克發現蕾貝卡的死，而安娜莉絲要法蘭克將蕾貝卡的屍體處理掉，並拿來山姆的行李箱要法蘭克將蕾貝卡的屍體裝入行李箱。 未來：哈普斯塔爾豪宅傳出槍聲，此時衛斯跑離了哈普斯塔爾宅，而安娜莉絲身上中彈，倒臥在哈普斯塔爾宅的地上。 |             |                                                      |               |                                |                |                       |
| 17 | 2           | 垂死的她 She's Dying                                 | 羅伯·哈帝     | 艾瑞卡·格林·史沃夫             | 2015年10月1日  | 7.53                  |
| 凱勒布與凱瑟琳被拘留偵訊，而安娜莉絲問兩人在海倫娜遭到殺害時，他們是否有不在場證明，凱勒布撒謊其與凱瑟琳整晚都在家，而凱瑟琳決定掩護哥哥，因此同樣對安娜莉絲撒謊。法庭上，辛克萊爾認為安娜莉絲與伊芙的關係匪淺，因此請安娜莉絲作證人，而辛克萊爾刻意利用安娜莉絲與奈特的地下情，來重擊安娜莉絲與奈特的形象。法蘭克利用關係拿到了凱勒布兄妹的逮捕令，並發現警方在海倫娜的車上驗到了凱勒布的DNA，而安娜莉絲知道凱瑟琳為凱勒布說了謊故要衛斯攻下凱瑟琳的心房。邦妮與衛斯質疑凱勒布說謊，而凱勒布表明自己只出去半小時，深怕說出來會不利於自己，而邦妮謊稱監視器拍下了凱勒布在海倫娜車子附近，凱勒布堅稱這是不可能的，並認為是有人陷害了自己。辛克萊爾在法庭上對安娜莉絲的人格進行攻擊，這讓安娜莉絲忍不住而責難了辛克萊爾，安娜莉絲此舉反倒幫了辛克萊爾。米凱拉收到了該門號的回訊，當眾人問起時，米凱拉謊稱是查看奈特的庭審時間，而蘿瑞爾要米凱拉不准去庭審免得安娜莉絲生氣，不知情況的亞瑟詢問了眾人，而康納搬出奧利佛得病的事來敷衍亞瑟，而奧利佛得知康納將此事告訴眾人後，對康納感到氣憤。安娜莉絲為了應付辛克萊爾而說出認為殺害山姆的人為奈特，而奈特不願在庭上說謊堅持不配合安娜莉絲與伊芙，因此伊芙決定先反攻擊安娜莉絲來取得奈特的信任，但這讓安娜莉絲深受重創。由此事件讓米凱拉想到或許是警方將凱勒布的指紋轉移至海倫娜的車上，因此奧利佛駭入警網發現警方檢測了兩次證明了警方誣陷凱勒布的事實。邦妮將此事告訴了安娜莉絲，而安娜莉絲對邦妮的態度仍然不太友善，故邦妮詢問安娜莉絲使否想要她辭職，但安娜莉絲要邦妮變得強大並脫離自己，這樣邦妮才有活路，同時，邦妮認為她殺害了蕾貝卡事為了安娜莉絲，並認為當初也是安娜莉絲救了自己，但安娜莉絲認為自己是毀了邦妮，但邦妮卻仍看不清真相。安娜莉絲利用警方調查兩次作為攻擊點，讓凱勒布兄妹暫時逃過一劫；另外，法官宣判因辛克萊爾在聽證會上僅對安娜莉絲進行攻擊，而未證明奈特與案件的重大嫌疑，因此當庭宣告奈特自由。安娜莉絲表示伊芙在庭上對她的指控讓她很受傷，而伊芙坦誠自己仍留念於安娜莉絲才會這麼做，她不討厭安娜莉絲而是討厭安娜莉絲給她的感覺，而後兩人彼此坦誠並吻了對方。蘿瑞爾來到法蘭克家欲向法蘭克求歡，卻遭到法蘭克的拒絕。蕾貝卡的物品被房東清出，而衛斯拿走了其中的一個相框，而相框中的照片上，出現了與米凱拉搭訕的李維的身影。亞瑟來找艾蜜莉嗆聲，表示自己不需要當她的走狗，此時，艾蜜莉表示自己成了哈普斯塔爾案的檢察官。伊芙要安娜莉絲考慮與自己搬去紐約，而奈特在基汀家外看見了兩人的親密互動。 未來：衛斯跑出哈普托斯宅後，與米凱拉及蘿瑞爾會合，而米凱拉及蘿瑞爾問衛斯康納人在何處，此時，康納在哈普斯塔爾宅摀著安娜莉絲的傷口，說著一切都是安娜莉絲的錯。而後，衛斯等人進屋要康納趕緊離開，表明這是他們脫離關係的唯一方法，另一邊，艾蜜莉重傷慘死在哈普斯塔爾宅門口。 |             |                                                      |               |                                |                |                       |
| 18 | 3           | 所謂性事 It's Called the Octopus                     | 約翰·特拉斯基 | 喬·法茲奧                      | 2015年10月8日  | 7.22                  |
| 安娜莉絲團隊發現周刊曝光凱勒布與凱瑟琳的親密照，這讓安娜莉絲非常火大並對凱勒布與凱瑟琳的誠信感到質疑，而凱勒布要安娜莉絲相信自己，不然將會另請高就。安娜莉絲接下新案子，該案是關於譚雅所經營的烏托邦社團發生死亡事件，而譚雅被控過失致死罪。亞瑟不希望再做艾蜜莉的內應，而艾蜜莉不斷以蒂芬妮威脅亞瑟，同時，偷走安娜莉絲錄音筆的人正是亞瑟，這讓艾蜜莉有更多機會好在法庭上反擊安娜莉絲。邦妮發現亞瑟常常遲到，因此誤會亞瑟交了新女友，而邦妮表面看似堅強，但其實內心很受傷。蘿瑞爾意識到自己真的喜歡上了法蘭克，因此決定深入了解法蘭克，但法蘭克似乎一直暗示蘿瑞爾自己做了很多壞事，要蘿瑞爾最好不要了解他。康納與米凱拉在與烏托邦社團成員交涉期間，得知譚雅與其中一名成員換牌好得以與死者多明瑞克歡愉，而譚雅坦白自己喜歡多明瑞克，當晚她給他服了一顆藥丸好助興，結果誰知該藥丸與威而剛相衝導致多明瑞克死亡。在法庭上，安娜莉絲刻意抹黑多明瑞克的妻子，好讓譚雅可以獲得無罪判決，這讓譚雅對於多明瑞克的妻子感到愧疚，同時也覺得安娜莉絲的手段太過於不人性。衛斯發現正在與米凱拉拍拖的男子李維竟是出現在蕾貝卡相框中的男人，因此趁李維來找米凱拉前，搶先攔住了李維，並質問其目的，李維表示自己是蕾貝卡的養兄，同時表示蕾貝卡至今杳無音訊，故懷疑蕾貝卡早已遇害，而李維認為兇手不是衛斯即安娜莉絲。法蘭克查出了洩漏凱勒布與凱瑟琳親密照的人正是哈普斯塔爾家的管家，而管家向安娜莉絲表示自己堅信哈普斯塔爾夫婦是凱勒布與凱瑟琳殺害的。米凱拉決定放手一搏，與李維展開纏綿的一夜；而亞瑟來求助父親，要父親幫助自己。感到孤獨的安娜莉絲，在精心打扮後，來到奈特家，並希望可以修補與奈特之間的感情，而奈特表示自己並不是拒絕安娜莉絲，而是需要一些時間。就在安娜莉絲走後，奈特轉頭向屋內的衛斯表示自己決定加入衛斯的計畫。 未來：衛斯等人離開哈普托斯宅後，奈特打給了安娜莉絲，而此時的安娜莉絲卻勾不到電話。另一邊，衛斯等人在逃離時，遇見了開著警車的奈特，而奈特要4人趕緊上車。 |             |                                                      |               |                                |                |                       |
| 19 | 4           | 賤人被刀捅 Skanks Get Shanked                        | 史帝芬·威廉斯 | 安吉拉·羅賓森                  | 2015年10月15日 | 6.81                  |
| 安娜莉絲接到奈特妻子妮亞的電話，並來到了醫院見了妮亞，妮亞表示希望安娜莉絲可以待在奈特身邊，同時要求安娜莉絲幫她弄到某種藥物，好讓其服了可以安穩地死去。安娜莉絲團隊接到新案子，是關於一名女孩柔伊殺害了朋友瑞秋的案子，而柔伊堅稱自己是受到其他朋友的逼迫，才會痛下殺手。安娜莉絲要米凱拉誘惑凱勒布，好確定凱勒布與凱瑟琳之間是否真的有見不得人的關係。蘿瑞爾偷了柔伊的手機，欲確認柔伊的清白，結果她卻發現柔伊的手機裡有他們幾個女孩病態的對話，而安娜莉絲要法蘭克將這些影片徹底消除並掩蓋此事，這讓康納對於正義無法被伸張而感到氣憤。米凱拉與凱勒布交涉後，她發現自己與凱勒布有著許多共通點，這讓米凱拉開始在意凱勒布。亞瑟與父親來找艾蜜莉，而艾蜜莉與威廉正做協商，同時，亞瑟決心躲避邦妮等人。衛斯並未告訴奈特李維的存在，同時也從奈特那得知在蕾貝卡失蹤當晚，法蘭克打了3通電話了給某位女士。正當安娜莉絲以為影片已不復存在時，控方拿了影片作證物，並在法庭上撥放，這讓安娜莉絲手足無措。安娜莉絲發現柔伊都會重複茉莉所說的話，因此決定利用此點來逆轉頹勢，結果，當柔伊與茉莉在法庭上爭辯時，柔伊突然露出本性導致其被定罪。安娜莉絲發現影片外流是康納所為，而康納認為自己做了對的事，對此安娜莉絲要康納別再對她的案子動手腳，同時以康納運屍的車子威脅了康納。米凱拉發現凱瑟琳保有處女之身，因此安娜莉絲詢問了凱瑟琳的意見後，凱瑟琳決定到醫院做檢查，並通過了檢驗證明其為處女。李維追查了奈特給衛斯的線索，並發現與法蘭克通電話的女子的兄弟布魯諾是法蘭克的舊識，而布魯諾是在墓園工作。艾蜜莉與亞瑟父子談好了協議，而邦妮追蹤了亞瑟的手機而發現此事，亞瑟表明自己知道是安娜莉絲與奈特殺害了山姆，因此他認為他的所作所為是正確的，而邦妮為了保護安娜莉絲而告訴亞瑟她才是殺害山姆的兇手。法蘭克幫安娜莉絲弄到了妮亞所要的藥，然而安娜莉絲還是無法將藥物拿給妮亞，並要妮亞堅持下去。衛斯來到醫院找奈特，並告訴奈特他所發現的事，然而奈特對於衛斯相信李維一事感到頭疼，與此同時，見完妮亞的安娜莉絲，看見了衛斯與奈特私下交談的畫面。 未來：警方來到了哈普斯塔爾宅，並將安娜莉絲送上救護車。與此同時，衛斯等4人坐著奈特駕駛的警車逃離現場，在過程中，有人打了電話給米凱拉。接著，奈特載著衛斯等4人來到一間公寓，並要4人繼續按計畫進行，而後，米凱拉下車並進入公寓的某間套房與凱勒布會面。 |             |                                                      |               |                                |                |                       |
| 20 | 5           | 認識邦妮 Meet Bonnie                                 | 史蒂芬·克拉格 | 莎拉·L·湯普森                  | 2015年10月22日 | 6.95                  |
| 邦妮告訴亞瑟因為山姆想要非禮她，而她為了反抗而拿檯燈砸了山姆導致其死亡，這讓亞瑟非常猶豫是否要幫助辛克萊爾，最後，亞瑟還是選擇了邦妮而當庭跑走。邦妮將亞瑟的事告訴了安娜莉絲，而安娜莉絲責怪邦妮為何沒事先知會自己，同時也向法蘭克說出奈特與衛斯似乎在其背後搞小動作。衛斯等人在安娜莉絲辦公室外偷聽著3人的對話，而康納說出安娜莉絲威脅自己一事。亞瑟來到安娜莉絲家，並向安娜莉絲確認邦妮所說的是否屬實，同時，亞瑟表示要安娜莉絲給自己一些時間考慮該如何抉擇。亞瑟來找辛克萊爾，並表示自己對案情的了解有了新的進展，但他需要擬定新的豁免協議。亞瑟希望邦妮可以告訴自己所有的真相，因此邦妮表示是法蘭克幫忙運屍，並為了製造不在場證明而在當晚見了亞瑟，同時表明衛斯等人對此不知情。法蘭克查了衛斯的通訊紀錄，並發現衛斯一直與李維聯繫，同時也發現衛斯對於李維接近米凱拉一事都知情，而將此事告訴了安娜莉絲，而後，安娜莉絲要法蘭克讓李維遠離衛斯等人。安娜莉絲來找奈特，並告訴奈特自己不想再隱瞞奈特任何事，因此說出妮亞所拜託她的事，欲測試奈特是否也會對她坦然一切。亞瑟發現父親之所以會幫助自己，竟是因為她也為自己爭取了豁免協議，這讓亞瑟對父親非常失望。奧利佛駭入警方的網站，並查到被警方移除的海倫娜的音檔，而安娜莉絲利用此音檔欲證明海倫娜對凱勒布與凱瑟琳有著偏見，使海倫娜的證詞無法被採用，然而法官卻對於此音檔的出處提出質疑，這讓安娜莉絲陷入窘境。李維與衛斯到墓園，並追問布魯諾法蘭克是否要他埋葬一個女孩的屍體，然布魯諾卻說出法蘭克只是跟他借了他的倉庫鑰匙。米凱拉受不了被蒙在鼓裡而質問邦妮究竟亞瑟知道了什麼，並欲與邦妮爭執，此時，安娜莉絲說出了所有事，並要米凱拉等人別再攪和這事，同時，安娜莉絲對於面臨即將失控的局面感到慌張，而法蘭克與邦妮表示會盡力處理好李維與亞瑟的事。衛斯從法蘭克那拿走了倉庫的鑰匙，欲與李維一同去倉庫確認，此時，康納、米凱拉與蘿瑞爾現身並質問兩人究竟隱瞞了什麼事，而衛斯說出了一切，這讓3人非常衝擊，此時，警方出現並發現李維的後車廂有著毒品，而李維嚷嚷著自己是被陷害的，而後，警方抓走了李維，這讓衛斯等人不知所措。安娜莉絲受不了衛斯當著自己的面說謊，而質問奈特他與衛斯隱瞞了她什麼事，並說出殺害山姆的兇手是邦妮，但奈特仍然不解為何自己會成為代罪羔羊。邦妮希望可以用愛軟化亞瑟，然而亞瑟卻認為伸張正義才是對邦妮最好的選擇，這讓邦妮非常崩潰並打電話向安娜莉絲哭訴，同時要安娜莉絲將所有的罪推給自己，這使安娜莉絲感到不知所措。衛斯等人來到倉庫並發現了一個行李箱，而衛斯打開後，發現裡面裝滿了紙鈔，這讓康納等人覺得被耍，而蘿瑞爾則要衛斯別再糾結下去。事實上，法蘭克早已與布魯諾串通好，並陷害了李維，接著刻意引誘衛斯拿到倉庫鑰匙。安娜莉絲來找亞瑟，而亞瑟表示自己心意已決，此時，安娜莉絲放了一段關於邦妮幼時被父親性侵的影片給亞瑟看，這讓亞瑟受到不少衝擊。 未來：邦妮從哈普斯塔爾宅跑出，並上了車，而在車上的亞瑟似乎還驚魂未定。邦妮載著亞瑟來到加油站，而邦妮進入廁所將身上的血跡洗掉後，卻不見亞瑟蹤影。而後，亞瑟來到警局，表示自己要供證詞。 |             |                                                      |               |                                |                |                       |
| 21 | 6           | 一石二鳥 Two Birds, One Millstone                    | 麥克·里斯托   | 麥克爾·佛里                    | 2015年10月29日 | 6.27                  |
| 亞瑟在看過邦妮的影片後，決定不出庭作證，同時告訴了安娜莉絲自己被辛克萊爾抓住的把柄，而安娜莉絲表明會幫亞瑟處理這事並要亞瑟對此影片的事保密。安娜莉絲以恐嚇證人之罪嫌威嚇辛克萊爾，這讓辛克萊爾不得不放過亞瑟。吉兒因正當防衛而殺死了丈夫，而後她驚慌地打給安娜莉絲，而安娜莉絲在了解狀況後，要吉兒報警。安娜莉絲來到吉兒家，而警方發現吉兒以前是個男兒身，因此懷疑吉兒的丈夫是否因發現此事而與吉兒爭執，這讓吉兒對警方的指控感到氣憤。吉兒向安娜莉絲坦白丈夫早已知道他的身分，而安娜莉絲發現吉兒似乎在事後刻意布置了犯罪現場，因此對吉兒起疑，而吉兒表示她認為自己的身分不會被信任因此她才會刻意將犯罪現場弄得更加凌亂。衛斯一行人來到哈普斯塔爾宅，欲與凱勒布兄妹釐清周遭人物的嫌疑，然而衛斯等4人在背地裡談論凱勒布兄妹，這讓安娜莉絲與凱勒布兄妹都非常生氣。安娜莉絲希望警方可以以正當防衛來處理吉兒的案件，但檢方卻以吉兒在打給警察前，事先打給了安娜莉絲為嫌疑點，來威嚇安娜莉絲。而後，安娜莉絲決定利用威廉的醜聞來與檢方做交易，而檢方也接受了安娜莉絲的“禮物”。奧利佛駭進了領養機構，並發現海倫娜有個私生子，因此安娜莉絲團隊推斷，只要哈普斯塔爾夫婦死亡，並排除凱勒布與凱瑟琳後，海倫娜的私生子將有機會獲得哈普斯塔爾夫婦龐大的遺產。法蘭克為了讓蘿瑞爾更加了解自己而帶著蘿瑞爾來到父母家吃飯；檢方開始調查威廉所有審理過的案件，這讓威廉深覺自己受到兒子亞瑟的背叛。辛克萊爾約了邦妮，並欲告訴邦妮關於蒂芬妮的事，但邦妮並無興趣，而後，辛克萊爾說出蒂芬妮曾遭受到輪姦對待。妮亞去世，因此安娜莉絲做了派欲安慰奈特，但奈特無法諒解安娜莉絲，並責難安娜莉絲陷害自己入獄，而剝奪了自己陪伴妮亞的時光，並趕走安娜莉絲。安娜莉絲向衛斯表示自己對蕾貝卡的下落毫不知情，但衛斯仍不相信安娜莉絲，於是安娜莉絲搬出衛斯母親自殺一事，欲從心理層面下手，而後，安娜莉絲要法蘭克好好處理蕾貝卡的屍體。奧利佛為了康納而決定深入調查海倫娜的私生子身分，並且發現了菲利浦·博登此號人物，而康納與奧利佛所不知的是，菲利浦利用著奧利佛駭進自己電腦，來監視康納與奧利佛。 未來：法蘭克來到醫院，故作激動的要安娜莉絲別死，而後，法蘭克回到車上，而凱瑟琳則倒在後座。法蘭克將凱瑟琳至於樹林間，隔日，警方發現了凱瑟琳，而凱瑟琳身上佈滿著血跡，而後，凱瑟琳驚醒了過來。 |             |                                                      |               |                                |                |                       |
| 22 | 7           | 我希望妳去死 I Want You to Die                       | 凱文·布雷     | 沃倫·許·雷奈德                 | 2015年11月5日  | 6.49                  |
| 辛克萊爾為了擊垮安娜莉絲，決定調查妮亞的死因，而安娜莉絲騙了法蘭克自己並沒有將藥物給奈特，同時，伊芙表示會好好處理這個案件。邦妮對於亞瑟牽涉輪姦案的事感到氣憤，而亞瑟表示自己並未參與犯罪，但邦妮認為亞瑟掩蓋此事就是傷害蒂芬妮的行為。安娜莉絲團隊的新案子為客戶喜歡死者的妻子，因此監聽並調查死者的任何事物，導致死者想不開而跳樓。康納不希望奧利佛涉入安娜莉絲的案子太深，但奧利佛堅持要幫安娜莉絲調查案件。米凱拉發現哈普斯塔爾案裡有個不知名人士的DNA，因此懷疑是菲利浦的DNA，故米凱拉與法蘭克決心要拿到菲利浦的DNA。蘿瑞爾發現公訴人與被害人妻子之間的關係不尋常，而安娜莉絲決定從此疑點下手，並攻破公訴人的謊言，最後，安娜莉絲成功打贏官司。蘿瑞爾向安娜莉絲對自己的態度提出質疑，而安娜莉絲表示她知道當所有人攪亂所有事時，都是蘿瑞爾幫忙處理善後，因此要蘿瑞爾別因為自己的言行而過於認真。伊芙故意輸掉聽證會，並要奈特與護士串通，好讓護士幫忙修改掉妮亞的檢驗報告，而在正式開庭時，因血檢報告顯示並無安樂死藥物在妮亞體內，伊芙與奈特因此不戰而勝。伊芙在與衛斯交涉的過程中，發現到安娜莉絲想保護的人可能就是衛斯，因此追問了安娜莉絲，而安娜莉絲告訴了伊芙衛斯就是那個「他」。奧利佛發現菲利浦有在使用交友網站，因此用康納的照片來誘使菲利浦上鉤，而米凱拉與法蘭克認為這是一個機會，但康納認為此舉非常危險而拒絕赴約，不過在奧利佛表明願意頂替康納赴約後，康納為了保護奧利佛只好答應參與米凱拉與法蘭克的計畫。亞瑟一直想求得邦妮的原諒，因此不小心說出知道邦妮幼時的事，這讓邦妮非常崩潰而與安娜莉絲爭論，安娜莉絲認為此舉是保護邦妮的最佳辦法，但邦妮認為安娜莉絲毀了自己最美好的事物，因此表明希望安娜莉絲死。蘿瑞爾認為米凱拉與法蘭克的計畫不妥，因此告訴了安娜莉絲，這讓安娜莉絲很著急而要法蘭克收隊。奧利佛購物完回到家，此時，菲利浦尾隨在後跟進奧利佛家，並向奧利佛打招呼，這讓奧利佛非常驚嚇。 未來：康納與米凱拉離開了哈普斯塔爾宅，而衛斯拿著槍決定與蘿瑞爾一同阻止康納與米凱拉。正當衛斯與蘿瑞爾叫住康納與米凱拉時，辛克萊爾墜樓，而此時邦妮正站在樓上。 |             |                                                      |               |                                |                |                       |
| 23 | 8           | Hi, I'm Philip                                       | 珍妮佛·蓋辛格 | 譚雅·莎菈萩                    | 2015年11月12日 | 6.71                  |
| 奈特來找安娜莉絲，而安娜莉絲對情緒不穩的奈特有些畏懼，並表明奈特如果想談心，永遠都可以來找她。康納回到家後，發現奧利佛失蹤，因此非常緊張，同時也責怪法蘭克等人，正當安娜莉絲決定報警時，康納帶著菲利浦來到安娜莉絲家，並表明菲利浦想要與安娜莉絲團隊談談。菲利浦宣稱自己並未殺害他人，同時她的生母也非海倫娜，而菲利浦表示或許自己會告安娜莉絲，結果就得看安娜莉絲如何抉擇。法蘭克表示自己可以跟蹤菲利浦，但安娜莉絲仍對法蘭克的魯莽行為感到生氣而要法蘭克別再插手，此時，奈特表示自己可以監視菲利浦，而安娜莉絲雖然不希望奈特牽涉進來，但還是被奈特說服。邦妮請了病假，因此安娜莉絲讓蘿瑞爾來暫時替代邦妮的位置，同時，安娜莉絲留了言給邦妮，並向邦妮道歉。辛克萊爾表示只要凱勒布與凱瑟琳接受認罪協議，將不會受到終身監禁的判決，這讓凱勒布非常猶豫。安娜莉絲要米凱拉說服凱勒布別接受認罪協商，然而此時，凱瑟琳表示想與衛斯談談。凱瑟琳認為衛斯是她唯一信任的人，因此她詢問了衛斯關於認罪協商的建議，然而衛斯表示接不接受認罪協商事需要視情況而定。安娜莉絲得知衛斯竟支持凱瑟琳接受認罪協商後，追問了衛斯原因，而衛斯表示或許他該對山姆案自首，這樣就不會連累所有人，而安娜莉絲要衛斯知道在山姆案之中，沒有人是需要坐牢的，她會盡力保護所有人。凱勒布為了保護凱瑟琳，而接受了認罪協議，故安娜莉絲要凱勒布修補此事，但凱勒布心意已決。亞瑟發現辛克萊爾監聽安娜莉絲團隊的計謀，因此安娜莉絲團隊決定利用此事來反將辛克萊爾一軍。奈特發現菲利浦來到警局錄口供，因此將此事告訴了安娜莉絲，同時奈特竄改了資料，好讓警方認為菲利浦有精神異常問題。凱瑟琳決定接受認罪協商，好保護凱勒布，這讓安娜莉絲不得不想盡辦法扭轉局勢。法蘭克取了菲利浦的DNA，並檢驗出菲利浦的DNA與案發現場的DNA相符，因此凱瑟琳否決了認罪協議。辛克萊爾對於計劃失敗一事感到氣憤與懊惱，此時，安娜莉絲拿著菲利浦的DNA檢驗報告給辛克萊爾，要辛克萊爾看著辦，同時表示從菲利浦的血液檢測中，可以發現菲利浦是近親交配所產下的孩子。米凱拉來找凱勒布，而兩人坦誠了對彼此的感情。奈特來到安娜莉絲家，並告訴安娜莉絲辛克萊爾已將菲利浦的事上呈給上級，同時，安娜莉絲與奈特也向對方坦誠了彼此的心意。凱瑟琳送了衛斯一幅畫，這讓衛斯突然被點醒，於是匆忙來到安娜莉絲家，並向安娜莉絲指出在菲利浦的相片中，有著凱瑟琳的畫。同時，在米凱拉與凱勒布歡愉後，凱勒布帶著米凱拉來到凱瑟琳的畫室，並掀出他在日前發現的一把槍，這讓米凱拉頗為驚嚇。 未來：康納有意脫離衛斯等人的計畫，這讓邦妮不得不威脅康納，而無能為力的康納只好繼續按計畫走，同時，邦妮要衛斯把槍交給她。 |             |                                                      |               |                                |                |                       |
| 24 | 9           | 我們做了什麼？ What Did We Do?                       | 比爾·德埃利亞 | 麥克爾·佛里 艾瑞卡·格林·史沃夫 | 2015年11月19日 | 7.19                  |
| 米凱拉找來康納，而康納欲將此事告訴安娜莉絲，卻被米凱拉阻止，就在這時，凱瑟琳出現在3人面前。安娜莉絲與衛斯等人決定追問凱瑟琳，結果這時米凱拉卻打來告訴安娜莉絲凱瑟琳已經逃跑。辛克萊爾認為是奈特竄改了菲利浦的資料，並對妮亞的死進行攻擊，這讓奈特非常火大。辛克萊爾放出威廉的醜聞給媒體，導致威廉選擇結束自己的生命。安娜莉絲放棄擔任凱瑟琳的律師，僅替凱勒布一人辯護。亞瑟的母親非常不諒解亞瑟，這讓亞瑟極度崩潰。邦妮意識到自己與法蘭克已經成為了製造危險的人物，因此認為他們都不該再按安娜莉絲的指示行事。辛克萊爾告奈特騷擾，奈特為了反擊，而反告辛克萊爾種族歧視，這讓辛克萊爾非常緊張，故決定與奈特和解，同時希望奈特可以協助她擊垮安娜莉絲，但奈特並未答應辛克萊爾。亞瑟帶著怒氣來質問辛克萊爾，而辛克萊爾認為威廉確實是個不正之人死不足惜，這讓亞瑟聽了失去理智而倒車撞死了辛克萊爾。安娜莉絲對於自己間接害死威廉而感到自責，此時，邦妮打電話給安娜莉絲，並說出亞瑟做的事後，安娜莉絲擬定了一個計劃好讓所有事都步入正軌。安娜莉絲向衛斯與凱勒布等人表明要將自己所知的一切告訴辛克萊爾，好保護凱勒布，並命米凱拉帶走凱勒布。凱勒布非常擔心凱瑟琳，因此不願離開，但在米凱拉的說服下，凱勒布才安心離去。邦妮駕著後車箱載著辛克萊爾屍體的辛克萊爾的車來到哈普斯塔爾宅，而亞瑟跟隨其後。安娜莉絲、邦妮與亞瑟將辛克萊爾的屍體搬進屋，這讓衛斯等四人非常驚慌，而安娜莉絲表明要掩蓋這場意外，但康納拒絕了安娜莉絲並決定離去，就在這時，安娜莉絲對亞瑟說出山姆案的真相，使得衛斯、康納等四人不得不加入安娜莉絲的計畫。安娜莉絲的計畫就是：辛克萊爾來到哈普斯塔爾宅與安娜莉絲團隊會面，並得知凱瑟琳的嫌疑重大，而此時，凱瑟琳回到凱普斯托宅並殺害了辛克萊爾。安娜莉絲要法蘭克找出凱瑟琳，並用藥迷昏凱瑟琳後，將她帶到哈普斯塔爾宅，同時，衛斯從安娜莉絲與法蘭克的通話中，聽見安娜莉絲這次想要保護的人是奈特，因此衛斯私自打給了奈特，並說出了辛克萊爾的死，好讓奈特阻止安娜莉絲。康納、米凱拉、邦妮與亞瑟將辛克萊爾的屍體抬至頂樓後，康納與米凱拉反悔而不願將辛克萊爾扔下樓。蘿瑞爾認為應該將槍埋起來，但衛斯告訴了蘿瑞爾自己已經通知了奈特，奈特會處理這些事，此時，兩人聽見了康納與米凱拉離去的聲音，故決定阻止康納與米凱拉，就在這時，邦妮與亞瑟將辛克萊爾從頂樓扔下。邦妮威脅康納，好讓康納照著計劃走，同時，邦妮從衛斯那拿走了槍，並要四人將絕望又失魂的亞瑟帶回車上。邦妮問安娜莉絲是否要將槍交給法蘭克，但安娜莉絲要邦妮把槍留下，並趕緊帶走亞瑟。法蘭克來到旅館，並迷昏凱瑟琳，使得菲利浦來到旅館找凱瑟琳而不見凱瑟琳蹤影。邦妮載著亞瑟來到加油站，並進入廁所將身上的血跡清洗掉，待她出來後，亞瑟並未在車上，而後，亞瑟出現並表示加油站有洗車服務。安娜莉絲為了讓警方相信自己，而向警方報案凱瑟琳開槍射了自己，並要康納開槍射她，但沒人下的了手，康納與米凱拉最後選擇離開哈普斯塔爾宅，而蘿瑞爾認為或許承擔所有罪行才是最好的辦法，衛斯也說出奈特即將趕到這裡，眼看即將失敗的安娜莉絲，脫口說出蕾貝卡已死的事實，這讓衛斯大受打擊，並不聽安娜莉絲往腿部開槍的意見，反而往安娜莉絲的腰部開槍。就在衛斯失去理智欲射死安娜莉絲時，安娜莉絲口中念著克里斯托夫。 過去：克里斯托夫的母親自殺，就在警方在錄克里斯托夫的口供時，安娜莉絲與伊芙正看著這一切，而伊芙對安娜莉絲說：「我們做了什麼？」。 |             |                                                      |               |                                |                |                       |
| 25 | 10          | 妳怎麼了，安娜莉絲？ What Happened to You, Annalise? | 蘿拉·茵奈斯   | J·C·李                         | 2016年2月11日  | 5.82                  |
| 安娜莉絲出院後回到家休養，而蘿瑞爾則試圖讓衛斯打起精神來。安娜莉絲幻想一名女士將襁褓中的孩子交給自己，這讓邦妮感到不知所措，並決定不讓安娜莉絲出席作證。安娜莉絲得知邦妮的決定而責罵邦妮，而邦妮說出了幻想孩子一事，誤以為那是一場夢的安娜莉絲這才妥協。衛斯並未將槍埋了，反而留在身邊，至於亞瑟則堅信父親並未自殺。凱勒布另請律師幫自己與凱瑟琳辯護，同時他對米凱拉與安娜莉絲團隊感到極度不諒解。蘿瑞爾私下打電話告訴安娜莉絲其陳述不被哈福特法官採用，故安娜莉絲決定親自出席，這讓眾人感到驚訝。安娜莉絲的傷口出血，使得安娜莉絲狀況極差，而安娜莉絲在庭上表示凱瑟琳並未殺害父母。早前，安娜莉絲與凱勒布私下談判，並對凱勒布謊稱凱瑟琳是遭到菲利浦下藥才會忘記自己做了什麼事，為了救凱瑟琳，凱勒布要凱瑟琳在庭上說出自己被菲利浦下藥並開槍射了安娜莉絲。邦妮表示她知道在事發當晚安娜莉絲想要一了百了，因此希望奈特可以安慰安娜莉絲。衛斯來到安娜莉絲家，並翻遍整個家卻仍然找不到有關克里斯托夫的資料，而回到家的安娜莉絲不願告訴衛斯有關其為何知道克里斯托夫的事，同時認為衛斯毀了自己。 過去：亞瑟至警局錄口供，表明父親是遭到謀殺而非自殺。蘿瑞爾從衛斯手中拿走射安娜莉絲的槍，使得眾人以為向安娜莉絲開槍的人即為蘿瑞爾。蘿瑞爾並未澄清誤會，而安娜莉絲並未告訴蘿瑞爾關於蕾貝卡死亡的真相。十年前，安娜莉絲挺著懷孕的肚子，在公園遊樂園認識了衛斯的母親。 |             |                                                      |               |                                |                |                       |
| 26 | 11          | 她恨我們 She Hates Us                                | 比爾·德埃利亞 | 艾瑞卡·哈里森                  | 2016年2月18日  | 4.88                  |
| 衛斯因睡不著覺而求醫，結果卻因說了自殺之類的話而遭到希拉·格林李醫生的拘留。安娜莉絲接手新案子，然而在雙方達成協議下，被害人母親喬伊絲竟在法院上向史提法諾法官表示其對協議有所異議，故法官要檢察官、被害人家屬與被告方達成協議後在行開庭。衛斯向蘿瑞爾求救，結果還是以失敗告終，故蘿瑞爾向安娜莉絲尋求幫助，然而蘿瑞爾誤會安娜莉絲因開槍事件而生衛斯的氣因此不幫助衛斯，這讓安娜莉絲感到被觸犯而決定開除蘿瑞爾身為助理的身分。凱勒布希望可以捉住菲利浦，因此前來拜託安娜莉絲，但安娜莉絲回絕了凱勒布。米凱拉試圖幫助凱勒布，但凱勒布仍對安娜莉絲團隊感到氣憤而說了傷人的話，這讓米凱拉很受傷。希拉希望可以幫助衛斯，但衛斯並未也不能將真相說出，同時希拉與衛斯似乎有段過去。米凱拉發現傑森對案情有所隱瞞，因此安娜莉絲要傑森說出真相，同時，喬伊絲不希望自己下半輩子都活在憎恨之中，故選擇原諒傑森。傑森對喬伊絲良心過意不去而向眾人說出真相，而得知真相的檢察官非常生氣決定控傑森為一級謀殺，但喬伊絲依舊想減輕傑森的罪行，故要安娜莉絲收起成見努力為傑森辯護。安娜莉絲決定想辦法讓傑森重獲先前的協議，這讓康納等人感到不解，此時，蘿瑞爾說出安娜莉絲放任衛斯留在精神病院一事，這讓康納等四人都很驚訝並憤而出走。法庭上，安娜莉絲決定拿出過去經手的案子來讓法官說服檢察官放棄死刑判決，經討論過後，檢察官妥協，但條件是傑森必須終身監禁並不得假釋，雖然安娜莉絲與喬伊絲都對此都抱有異議，但傑森決定接受自己的罪行與判決，同時喬伊絲也希望傑森不要放棄希望。衛斯說出自己年幼時對母親蘿絲死亡的記憶，試圖讓希拉相信他所困擾的只有這些，同時康納等人趕到精神病院欲領出衛斯。法蘭克對於蘿瑞爾隱瞞他關於衛斯被關在精神病院的事感到生氣，而蘿瑞爾坦承向安娜莉絲開槍的人其實是衛斯，秘密使兩人的關係產生問題，故蘿瑞爾決定結束這段感情也不想在擁有這無法坦誠的戀情，不想失去蘿瑞爾的法蘭克終於脫口說出自己就是殺害萊拉的兇手。安娜莉絲拿著查爾斯案的資料到衛斯家，決定讓衛斯得知真相。奈特留了慰問食品給安娜莉絲，此時，康納打電話給安娜莉絲，告訴安娜莉絲有人傳了一段關於安娜莉絲中槍當晚的影片給他，他認為失蹤的菲利浦似乎即將再度現身。 過去：10年前，安娜莉絲懷著山姆的孩子，而邦妮與法蘭克則是被安娜莉絲選進事務所工作的學生之一。安娜莉絲與蘿絲成為朋友，但事實上，安娜莉絲是為了查爾斯案才接近蘿絲，不過她有意幫助蘿絲。 |             |                                                      |               |                                |                |                       |
| 27 | 12          | 這是圈套 It's a Trap                                 | 麥克·里斯托   | 喬·法茲歐 譚雅·莎菈萩          | 2016年2月25日  | 4.86                  |
| 康納請求安娜莉絲幫助他們解決影片的事，衛斯則著手研究查爾斯的案子，至於蘿瑞爾則對法蘭克殺害萊拉一事感到不可置信。康納收到菲利浦的勒索信，而安娜莉絲則認為這是菲利浦設下的陷阱。蘿瑞爾跑到衛斯家，並得知查爾斯案和衛斯母親有所關聯，故蘿瑞爾提議和衛斯一同前往俄亥俄州法院找尋此案的資料。安娜莉絲決定與凱勒布合作，好籌措菲利浦要求的勒索金，同時要凱勒布追問凱瑟琳是否有所隱瞞，然而，凱瑟琳無法體會凱勒布的心情，更認為凱勒布並未站在自己這一邊。衛斯猜測或許是因為蘿絲未出庭作證，所以遭人殺害並被偽裝成自殺，而安娜莉絲對蘿絲感到愧疚而錄取衛斯進入法律系、招募他進入事務所，更在衛斯不小心殺死山姆時，替他掩蓋此事。米凱拉前來安慰凱勒布，而凱勒布仍因為凱瑟琳的事而感到心痛，同時他也坦誠自己很想念米凱拉。亞瑟害怕東窗事發，因此想盡各種讓自己減刑的方法，同時邦妮刻意與亞瑟切割關係，這使兩人都很心痛。安娜莉絲邀請奈特共進晚餐，而奈特對於安娜莉絲此舉感到疑惑，使得安娜莉絲發了怒火，並表示她至今仍不確定奈特是否還憎恨自己，而奈特則真心的表示自己已原諒了安娜莉絲。康納考慮轉學，以逃離這混亂的一切，同時也擔心自己與奧利佛的安危，然而對案件不知情的奧利佛卻覺得康納小題大作。衛斯追問了蘿瑞爾與法蘭克發生了什麼事，會使她如此傷心，而蘿瑞爾表示自己一心想逃離作惡的父親，然而現在的她卻又愛上如父親那般壞的法蘭克，使她心碎，就在衛斯安慰蘿瑞爾後，處於該氣氛兩人意外地吻了對方。安娜莉絲將菲利浦威脅他們一事告訴了奈特，而奈特支持安娜莉絲選擇不理會菲利浦，正當時間截止，大家以為菲利浦沒轍時，菲利浦傳來了安娜莉絲與奈特在一起的影片。衛斯和蘿瑞爾調閱了蘿絲死亡的相關資料，而蘿瑞爾發現報告上竟寫著衛斯是殺害蘿絲的嫌疑犯，故蘿瑞爾將該報告藏了起來，並回到安娜莉絲家私下追問安娜莉絲是否對此事知情。 過去：10年前，安娜莉絲請蘿絲說出事發經過，而蘿絲的證詞與查爾斯吻合。安娜莉絲說服蘿絲出庭作證，然而蘿絲因顧及非法移民的身分而對此感到擔心，故希望可以匿名作證。在開庭時，蘿絲中途落跑，這使得局勢不利於查爾斯，而華萊士對此感到不悅並羞辱了安娜莉絲。安娜莉絲認為蘿絲是配合馬霍尼說了謊，並希望蘿絲可以不要害怕並說出真相，但蘿絲卻趕走了安娜莉絲。 |             |                                                      |               |                                |                |                       |
| 28 | 13          | 大事不妙 Something Bad Happened                      | 姿娜·富恩特斯 | 麥克爾·佛里 沃倫·許·雷奈德     | 2016年3月3日   | 4.53                  |
| 蘿瑞爾質問安娜莉絲究竟蘿絲是否真為衛斯所殺，而安娜莉絲堅持不說出真相，另一方面，衛斯將母親的死亡和查爾斯案告訴了希拉，並希望希拉可以幫助自己。菲利浦又傳了新的影片來，而影片中的主角為米凱拉與凱勒布，這讓大家很驚慌並意識到菲利浦一直圍繞在他們身邊。安娜莉絲拿著電腦來找陶德，並將菲利浦威脅他們的事說出，而電腦有利於檢方抓到菲利浦，至於安娜莉絲則要陶德給她和她的團隊關於艾蜜莉死亡當晚的豁免權。奈特打電話告訴安娜莉絲陶德並不是去辦豁免權，而是辦搜查安娜莉絲家的搜查令，故安娜莉絲當著陶德的面打電話給邦妮，假裝要邦妮摧毀所有物證，這讓陶德非常緊張，同時康納等人喬裝成法官打電話給檢方，讓檢方誤以為法官已簽下搜查令，使得警方在安娜莉絲家蒐查到的物證通通變成非法證物，這讓陶德無路可走。蘿瑞爾來到衛斯家，而衛斯得知蘿瑞爾將他們去俄亥俄州的事告訴了安娜莉絲後，感到非常生氣。奧利佛意外說出康納打算轉學的事，而米凱拉其實也申請了轉學，但他們都知道彼此都不可能錄取，同時米凱拉希望康納留下和他們一起相互扶持。衛斯一直理不出頭緒來，因此決定當面追問安娜莉絲，而當晚安娜莉絲暫住在奈特家，使得衛斯撲了個空，結果衛斯意外發現蘿瑞爾拿給安娜莉絲看的報告。衛斯拿著報告來找希拉，表示或許真的是自己殺害了母親，但希拉要衛斯別太早下定論。邦妮發現蘿瑞爾和法蘭克之間有異，於是監聽了兩人的對話才發現了驚人事實。衛斯決定放棄追查時，發現資料中有伊芙的簽名。安娜莉絲來找衛斯，但衛斯並未應門，於是她留了張紙條，在安娜莉絲準備離開時，門內的人收走了紙條，想與衛斯談談的安娜莉絲發現衛斯家門沒鎖並進了屋子，此時，邦妮打給安娜莉絲表示有重要的是要告知安娜莉絲，隨後，伊芙打電話給安娜莉絲，表示衛斯來到她的公司找她，這讓安娜莉絲意識到在衛斯家裡的人並非衛斯，因此她要伊芙趕緊打電話報警，這時菲利浦從床底下衝出並絆住安娜莉絲。 過去：10年前，移民局找上蘿絲，而伊芙則是移民局的律師。隨後，伊芙來到飯店找安娜莉絲，並表示蘿絲肯定會接受提議，同時，伊芙尚對安娜莉絲存有感情，而後她才發現安娜莉絲懷上了孩子。伊芙認為安娜莉絲只是想逃避她是同性戀的事實，但安娜莉絲堅持自己不是同性戀，兩人因此不歡而散。蘿絲接受伊芙的提議上法庭作證，而伊芙表示克里斯托夫可以留在美國，但蘿絲恐怕得被驅逐出境。蘿絲回到家後，打算帶著克里斯托夫逃跑，但克里斯托夫不願意而中途跑走。華萊士找來安娜莉絲，並告訴了安娜莉絲關於蘿絲想逃跑的事，而安娜莉絲保證會要讓蘿絲上法庭作證，但要華萊士不准動克里斯托夫。安娜莉絲來到蘿絲家，確保其會出庭作證，同時也表示會保護他們，但蘿絲對此感到絕望，並對安娜莉絲說著她並不了解馬霍尼一家，在拜託安娜莉絲照顧好克里斯托夫後，蘿絲便舉起刀往自己的脖子一刺，這讓安娜莉絲極度驚恐。克里斯托夫回到家時，發現了脖子上插著刀子倒臥在地上的母親，此時，安娜莉絲流著淚從走廊離去。 |             |                                                      |               |                                |                |                       |
| 29 | 14          | 我的寶寶 There's My Baby                             | 史帝芬·威廉斯 | J·C·李 艾瑞卡·哈里森           | 2016年3月10日  | 4.80                  |
| 安娜莉絲擺脫了菲利浦，但警方並未抓到菲利浦。在伊芙與衛斯的陪同下，安娜莉絲回到了家中，而後奈特趕到，而米凱拉說出凱勒布失蹤一事並將此事怪罪在安娜莉絲身上。衛斯想追問伊芙關於母親的事，而安娜莉絲告訴衛斯在所有事都平息後，她會主動和他談。衛斯、康納、米凱拉與蘿瑞爾在邦妮的陪同下與丹佛進行問話，而四人照常並未說出真相。亞瑟對於衛斯等人遭到檢方懷疑而自責，同時法蘭克意識到邦妮得知萊拉的死亡真相而要邦妮閉緊嘴巴。丹佛得知亞瑟曾出現在法院停車場，因此懷疑亞瑟與艾蜜莉的死有所牽扯。安娜莉絲追問邦妮她與法蘭克究竟私下談了什麼，而邦妮並未說出萊拉的事，反而謊稱是在談論衛斯，這讓安娜莉絲受不了而趕走所有人，只留下衛斯好將真相告訴衛斯。安娜莉絲將蘿絲死亡的前後因果說出，並表示華萊士就是衛斯的生父，這讓衛斯很難接受，同時安娜莉絲對於自己為了成功與博取客戶的信任而間接害死蘿絲一事，讓她相當自責。康納一行人到酒店狂歡，而奧利佛希望康納可以相信自己可以承擔康納的秘密，並說出自己辭去了工作，有意到安娜莉絲旗下，但康納極力反對；米凱拉一直打給凱勒布卻仍未接通，傷心之餘的兩人意外發生了關係。邦妮來到法蘭克家，並表示經過思考她意識到是山姆指使他去殺害萊拉而非安娜莉絲。喝醉酒的蘿瑞爾回到安娜莉絲家，打算了解衛斯母親死亡的真相，結果卻意外脫口說出認為是安娜莉絲指使法蘭克去殺害萊拉，聽了這席話的安娜莉絲受到了極大的衝擊，並打包行李前往母親家。 過去：華萊士威脅安娜莉絲打好查爾斯的官司，而安娜莉絲說出她從蘿絲的眼中看出了真相，那就是華萊士侵犯了蘿絲並有了克里斯托夫，隨後華萊士便開除了安娜莉絲。安娜莉絲要伊芙向檢方說出馬霍尼向蘿絲施壓一事，但伊芙認為此舉會毀了安娜莉絲的前途而拒絕，因此安娜莉絲決定獨自前去見檢察官，結果在途中發現了嚴重車禍導致肚裡的孩子搶救無效。 |             |                                                      |               |                                |                |                       |
| 30 | 15          | 安娜·梅 Anna Mae                                     | 比爾·德埃利亞 | 彼得·諾沃克                    | 2016年3月17日  | 5.29                  |
| 安娜莉絲回到老家休息，結果得知拋棄她們的父親再度與母親好上，這讓她很是無法接受。奈特來找安娜莉絲，並要安娜莉絲跟他一起回去，好想出對付丹佛的因應對策，而歐菲莉亞留住了奈特，並邀奈特與家人們共享一頓。米凱拉與亞瑟的關係變得微妙，然而彼此礙於凱勒布與邦妮的關係而打住對對方的激情。衛斯對蘿瑞爾說出自己的身世，並表示他想確定安娜莉絲所說的是否屬實，同時，法蘭克發現衛斯與蘿瑞爾之間的關係有異，而得知兩人接過吻以及衛斯的真實身分。奧利佛找出了警局監視器，眾人因此發現告發安娜莉絲的人就是凱勒布。丹佛要安娜莉絲到案，不得已的情況下，安娜莉絲告別了歐菲莉亞與妹妹瑟蕾絲汀。丹佛欲對安娜莉絲扣上妨礙司法公正與妨礙哈普斯塔爾案審判的罪名，並說出凱勒布所知的一切，然而安娜莉絲從容的攤出自己手上的牌－那就是凱勒布是個反社會份子。在菲利浦襲擊安娜莉絲當晚，菲利浦為證明自己的清白而說出殺害海倫娜的是凱勒布，並拿出凱勒布的運動紀錄，證明凱勒布出現在海倫娜死亡地點。奈特受安娜莉絲之託來到監獄，並讓菲利浦與凱瑟琳通話，欲說服凱瑟琳說出真相，而凱瑟琳道出自己每晚會與凱勒布睡覺，雖然沒有發生關係，但會擁抱與親吻，而她未說出實情的原因，是因為她愛上了凱勒布，同時她也隱瞞了父母死亡當晚，凱勒布不在房間的事實。菲利浦主動投案，使得丹佛不得不放走安娜莉絲，並將凱勒布列為嫌疑犯，而在事件甚上雲霄之時，凱勒布了結了自己的生命。奧利佛假冒康納打給史丹佛法學院，取消了康納的入學資格。安娜莉絲回到家後，邦妮留下欲替法蘭克求情，但安娜莉絲說著：「他必須走」。蘿瑞爾來到法蘭克的家，卻發現法蘭克清空裡衣物。衛斯來找華萊士，並對華萊士說出自己的身分，這時，華萊士突然遭到槍斃，並死在衛斯面前。 過去：10年前，法蘭克受到一名女子的引誘，而幫助華萊士監聽安娜莉絲，在華萊士得知安娜莉絲打算將事實告訴檢方後，製造了一場車禍欲害死安娜莉絲。得知此事的法蘭克受到衝擊，並將事實告訴了山姆，而山姆要法蘭克不准對失去孩子的安娜莉絲說出實情。 |             |                                                      |               |                                |                |                       |

## 收視

### 電視播出
| 總集數 | 集數 | 標題                     | 播出日期       | 播出時間（EST） | 收視／份額 （18–49歲） | 收視 （百萬） | 收視率排行 （18–49歲） | 收視率排行 （百萬） | 劇情類影集 收視率排行 |
| ------ | ---- | ------------------------ | -------------- | --------------- | ---------------------- | ------------- | ---------------------- | ------------------- | --------------------- |
| 16     | 1    | 該向前看（It's Time to Move On）             | 2015年9月24日  | 星期四 晚間十點 | 2.6/9                  | 8.38          | 16                     | 24                  | 5                     |
| 17     | 2    | 垂死的她（She's Dying）             | 2015年10月1日  | 星期四 晚間十點 | 2.3/8                  | 7.53          | 16                     | 34                  | 5                     |
| 18     | 3    | 所謂性事（It's Called the Octopus）             | 2015年10月8日  | 星期四 晚間十點 | 2.2/7                  | 7.22          | 12                     | 27                  | 6                     |
| 19     | 4    | 賤人被刀捅（Shanks Get Shanked）           | 2015年10月15日 | 星期四 晚間十點 | 2.0/7                  | 6.81          | 15                     | 33                  | 6                     |
| 20     | 5    | 認識邦妮（Meet Bonnie）             | 2015年10月22日 | 星期四 晚間十點 | 2.1/7                  | 6.95          | 15                     | 34                  | 6                     |
| 21     | 6    | 一石二鳥（Two Birds, One Millstone）             | 2015年10月29日 | 星期四 晚間十點 | 1.8/6                  | 6.27          | 24                     | 42                  | 7                     |
| 22     | 7    | 我希望妳去死（I Want You to Die）         | 2015年11月5日  | 星期四 晚間十點 | 1.9/6                  | 6.49          | 18                     | 35                  | 9                     |
| 23     | 8    | （）                     | 2015年11月12日 | 星期四 晚間十點 | 1.9/6                  | 6.71          | 21                     | 38                  | 8                     |
| 24     | 9    | 我們做了什麼？（What Did We Do?）       | 2015年11月19日 | 星期四 晚間十點 | 2.3/8                  | 7.19          | 12                     | 35                  | 4                     |
| 25     | 10   | 妳怎麼了，安娜莉絲？（） | 2016年2月11日  | 星期四 晚間十點 | 1.8/6                  | 5.82          | 16                     | 43                  | 10                    |
| 26     | 11   | 她恨我們（She Hates Us）             | 2016年2月18日  | 星期四 晚間十點 | 1.5/5                  | 4.88          | 24                     | 47                  | 11                    |
| 27     | 12   | 這是圈套（It's a Trap）             | 2016年2月25日  | 星期四 晚間十點 | 1.5/5                  | 4.86          | 27                     | 50                  | TBA                   |
| 28     | 13   | 大事不妙（Something Bad Happened）             | 2016年3月3日   | 星期四 晚間十點 | 1.4/5                  | 4.53          | 26                     | 46                  | TBA                   |
| 29     | 14   | 我的寶寶（There's My Baby）             | 2016年3月10日  | 星期四 晚間十點 | 1.4/5                  | 4.80          | 19                     | 42                  | 5                     |
| 30     | 15   | 安娜·梅（Anna Mae）              | 2016年3月17日  | 星期四 晚間十點 | 1.4/5                  | 5.29          | TBA                    | 35                  | TBA                   |
| 平均   | 平均 | 平均                     | 平均           | 平均            | 1.9                    | 6.25          | -                      | -                   | -                     |

### 電視播出 + 7 Day（DVR）收視
| 總集數 | 集數 | 標題                     | 播出日期       | 播出時間（EST） | 18–49歲收視 | 收視率（百萬） | 18–49歲總收視 | 總收視（百萬） | 備註   |
| ------ | ---- | ------------------------ | -------------- | --------------- | ----------- | -------------- | ------------- | -------------- | ------ |
| 16     | 1    | 該向前看（It's Time to Move On）             | 2015年9月24日  | 星期四 晚間十點 | 1.7         | 4.62           | 4.3           | 12.99          | [ 71 ] |
| 17     | 2    | 垂死的她（She's Dying）             | 2015年10月1日  | 星期四 晚間十點 | 1.8         | 4.29           | 4.1           | 11.82          | [ 72 ] |
| 18     | 3    | 所謂性事（It's Called the Octopus）             | 2015年10月8日  | 星期四 晚間十點 | 1.5         | 4.00           | 3.7           | 11.22          | [ 73 ] |
| 19     | 4    | 賤人被刀捅（Shanks Get Shanked）           | 2015年10月15日 | 星期四 晚間十點 | 1.6         | 4.04           | 3.6           | 10.85          | [ 74 ] |
| 20     | 5    | 認識邦妮（Meet Bonnie）             | 2015年10月22日 | 星期四 晚間十點 | 1.6         | 3.99           | 3.7           | 10.94          | [ 75 ] |
| 21     | 6    | 一石二鳥（Two Birds, One Millstone）             | 2015年10月29日 | 星期四 晚間十點 | 1.7         | 4.08           | 3.5           | 10.35          | [ 76 ] |
| 22     | 7    | 我希望妳去死（I Want You to Die）         | 2015年11月5日  | 星期四 晚間十點 | 1.7         | 4.00           | 3.6           | 10.49          | [ 77 ] |
| 23     | 8    | （）                     | 2015年11月12日 | 星期四 晚間十點 | 1.7         | 3.81           | 3.6           | 10.52          | [ 78 ] |
| 24     | 9    | 我們做了什麼？（What Did We Do?）       | 2015年11月19日 | 星期四 晚間十點 | 1.6         | 3.98           | 3.9           | 11.16          | [ 79 ] |
| 25     | 10   | 妳怎麼了，安娜莉絲？（） | 2016年2月11日  | 星期四 晚間十點 | 1.8         | 4.25           | 3.6           | 10.07          | [ 80 ] |
| 26     | 11   | 她恨我們（She Hates Us）             | 2016年2月18日  | 星期四 晚間十點 | 1.5         | 3.91           | 3.0           | 8.78           | [ 81 ] |
| 27     | 12   | 這是圈套（It's a Trap）             | 2016年2月25日  | 星期四 晚間十點 | 1.6         | 3.83           | 3.1           | 8.69           | [ 36 ] |
| 28     | 13   | 大事不妙（Something Bad Happened）             | 2016年3月3日   | 星期四 晚間十點 | 1.5         | 3.84           | 2.9           | 8.37           | [ 82 ] |
| 29     | 14   | 我的寶寶（There's My Baby）             | 2016年3月10日  | 星期四 晚間十點 | 1.5         | 3.92           | 2.9           | 8.72           | [ 83 ] |
| 30     | 15   | 安娜·梅（Anna Mae）              | 2016年3月17日  | 星期四 晚間十點 | 1.5         | 3.64           | 2.9           | 8.93           | [ 84 ] |
| 平均   | 平均 | 平均                     | 平均           | 平均            | 1.6         | 4.01           | 3.5           | 10.26          | -      |

## 評價
《逍遙法外》第2季評價更勝第1季，於爛番茄整合的評論中，第2季獲得94%新鮮度、8.21/10分（87位評論家），評論家共識：「本季發展更強烈的敘事，《逍遙法外》扔出更難以置信的衝擊與更高的驚險並加以混合，為上癮之火增添瘋狂的燃料。」
影音俱樂部的凱拉·庫瑪莉·尤帕德海耶（Kayla Kumari Upadhyaya）寫道：「首集謀殺案處理之小卻強而有力，看來有望對第二季更加有信心。」
娛樂周刊的凱爾·安德森（Kyle Anderson）寫道：「重點是，全劇在戴維絲的領導下，《逍遙法外》幾乎可以逃脫任何你想逃脫的事物。」
紐約雜誌的菲比·羅賓森（Phoebe Robinson）寫道：「說真的，『該向前看』看似非常平靜，但其預告著瘋狂事情即將發生，這讓我不想看都不行。」
評論家前十大電視節目排名
- No. 10　TVLine（英语：TVLine）

## 榮譽

### 獎項及提名
| 年度 | 大獎                     | 獎項                         | 入圍者                                                       | 結果 |
| ---- | ------------------------ | ---------------------------- | ------------------------------------------------------------ | ---- |
| 2016 | 非裔美國人影評人協會     | 最佳電視劇情類獎             | 最佳電視劇情類獎                                             | 獲獎 |
| 2016 | 人民選擇獎               | 最喜愛公共電視網劇情類影集獎 | 最喜愛公共電視網劇情類影集獎                                 | 提名 |
| 2016 | 人民選擇獎               | 最喜愛劇情類電視女演員獎     | 薇拉·戴維絲                                                  | 提名 |
| 2016 | 金球獎                   | 最佳電視女演員獎－劇情類     | 薇拉·戴維絲                                                  | 提名 |
| 2016 | 評論家選擇電視獎         | 劇情類影集最佳女演員獎       | 薇拉·戴維絲                                                  | 提名 |
| 2016 | 道林獎                   | 年度電視演出獎－女演員       | 薇拉·戴維絲                                                  | 提名 |
| 2016 | 道林獎                   | 年度Campy電視節目            | 年度Campy電視節目                                            | 提名 |
| 2016 | 美國演員工會獎           | 最佳劇情類影集女演員獎       | 薇拉·戴維絲                                                  | 獲獎 |
| 2016 | 有色人種促進協會形象獎   | 最佳劇情類影集獎             | 最佳劇情類影集獎                                             | 提名 |
| 2016 | 有色人種促進協會形象獎   | 劇情類影集最佳女演員獎       | 薇拉·戴維絲                                                  | 提名 |
| 2016 | 有色人種促進協會形象獎   | 劇情類影集最佳男配角獎       | 阿爾弗雷德·伊諾奇                                            | 提名 |
| 2016 | 有色人種促進協會形象獎   | 劇情類影集最佳編劇獎         | 艾瑞卡·格林·史沃夫、道格·史塔克史戴爾 （集數：“媽媽在這裡”） | 提名 |
| 2016 | 女性形象網路獎           | 最佳劇情類影集獎             | 最佳劇情類影集獎                                             | 提名 |
| 2016 | GLAAD媒體獎              | 最佳劇情類影集獎             | 最佳劇情類影集獎                                             | 提名 |
| 2016 | Cine Awards              | 最佳劇情類影集獎             | 最佳劇情類影集獎                                             | 提名 |
| 2016 | Cine Awards              | 最佳劇情類影集女主角獎       | 薇拉·戴維絲                                                  | 提名 |
| 2016 | Cine Awards              | 最佳劇情類影集客串演出獎     | 西西莉·泰森                                                  | 提名 |
| 2016 | 全國多民族交流協會遠見獎 | 戲劇獎                       | 戲劇獎                                                       | 提名 |
| 2016 | 黑人娛樂電視大獎         | 最佳女演員獎                 | 薇拉·戴維絲                                                  | 提名 |
| 2016 | Gold Derby電視獎         | 最佳劇情類影集女演員獎       | 薇拉·戴維絲                                                  | 提名 |
| 2016 | Gold Derby電視獎         | 最佳劇情類影集客串女演員獎   | 芳姬·詹森                                                    | 提名 |
| 2016 | 在線電影與電視協會獎     | 劇情類影集最佳女演員獎       | 薇拉·戴維絲                                                  | 提名 |
| 2016 | 黃金時段艾美獎           | 最佳劇情類影集女主角獎       | 薇拉·戴維絲                                                  | 提名 |
| 2017 | 有色人種促進協會形象獎   | 劇情類影集最佳女配角獎       | 茜茜莉·泰森                                                  | 提名 |

## 海外播出
Sony Channel與美國同日首播，自2015年9月25日至2016年3月18日間，逢星期五晚間8點50分在新加坡、香港與馬來西亞播映，雅加達與曼谷則因時差而提前於7點50分同時放送。臺灣部分由同屬索尼影業電視的AXN自2016年6月1日起，於每週三晚間9點首播。
香港與新加坡等亞洲地區的Netflix於2016年8月24日上線全季集數，臺灣Netflix則在2017年4月30日上線。本季於香港無綫電視明珠台接檔《無間諜戰》第1季，自2016年12月15日至2017年3月23日間，於星期四晚間10點40分播映至11點35分播映，並由《夜班經理》接檔。

## 外部連結
- 官方网站
- 《逍遙法外》各集列表 来自互联网电影数据库
- 製作公司官方網站（英文）